# Берьозовка
Берьо̀зовка (на руски: Берëзовка) е река в Азиатската част на Русия, Източен Сибир, Република Якутия (Саха), десен приток на Колима. Дължината ѝ е 517 km, която ѝ отрежда 189-о място по дължина сред реките на Русия.
Река Берьозовка води началото си от централната част на Юкагирското плато, на 623 m н.в., в североизточната част на Република Якутия (Саха). По цялото си протежение реката тече през северните части на платото в широка долина, като силно меандрира. В горното си течение Берьозовка тече в северна и североизточна посока, след устието на десния си проток Лися – в северозападна посока, а последните 50 km – в северна посока през източната част на Колимската низина. Влива се от отдясно в река Колима, при нейния 559 km, на 7 m н.в.
Водосборният басейн на Берьозовка има площ от 24,8 хил. km2, което представлява 3,86% от водосборния басейн на Колима и се простира в североизточна част на Република Якутия (Саха). В басейнът на реката има около 2 хил. езера, които заемат площ от 44,8 km2.
Водосборният басейн на Берьозовка граничи със следните водосборни басейни:
- на север и изток – водосборните басейни на река Омолон и други по-малки, десни притоци на Колима;
- на юг и запад – водосборните басейни на реките Коркодон, Каменка и други по-малки, десни притоци на Колима;

Река Берьозовка получава множество притоци с дължина над 10 km, като 5 от тях са с дължина над 100 km::
378 ← Сипри 131 / 3090
302 ← Лися 134 / 2530
206 ← Сивер 203 / 3410
177 → Битигинджа 101 / 979
98 → Лятна 276 / 8500
Подхранването на реката е снежно-дъждовно, като преобладава дъждовното. Пролетно-лятното пълноводие на Берьозовка започва през третата десетдневка на май и завършва в края на юни, като през този период преминава около 65% от годишния отток. Много често пролетното пълноводие се сменя с епизодични прииждания в резултат на поройни дъждове, при които нивото на водата се покачва на места до 5 m. Среден годишен отток при село Берьозовка (на 202 km) 63 m3/s (максимален 254 m3/s), в устието около 105 m3/s, което като обем се равнява на 3,314 km3. Берьозовка замръзва през октомври, а се размразява през май, като в горното и в някои участъци в средното течение замръзва до дъното.
По течението на Берьозовка има само едно населено място – село Берьозовка (при 202 km). Водите на реката се използват за транспортиране на дървен материал.